# Marlène Laruelle
Marlène Laruelle (Maisons-Alfort, Vall del Marne, 21 de desembre de 1972) és una historiadora, sociòloga i politòloga francesa, especialitzada en l'estudi de Rússia i l'Àsia central. El seu camp d'interès es troba en la política, la cultura i la societat del món postsoviètic, a més d'ideologies com l'eurasianisme.

## Obra
Autora
- L'idéologie eurasiste russe ou comment penser l'Empire (Paris: L'Harmattan, 1999).[2][3][4]
- Mythe aryen et rêve impérial dans la Russie du XIXe siècle (Paris: Editions du CNRS, 2005).[5][6]
- Russian Eurasianism. An Ideology of Empire (Washington D. de C.: Woodrow Wilson Press/Johns Hopkins University Press, 2008).[7][8]
- In the Name of the Nation. Nationalism and Politics in contemporary Russia (Nova York: Palgrave/MacMillan, 2009).[9]
- Le nouveau nationalisme russe: des repères pour comprendre (Paris: L'œuvre Éditions, 2010).[10][11]
- Globalizing Central Àsia. Geopolitics And The Challenges Of Economic Development (Nova York: M.I. Sharpe, 2012), coautora amb Sebastien Peyrouse.[12][13]
- The ‘Chinese Question' in Central Àsia. Domestic Order, Social Changes, and the Chinese Factor (London/Nova York: Columbia University Press and Hurst, 2012), coautora amb Sebastien Peyrouse.[14][15][16]
- Russia's Arctic Strategies and the Future of the Far North (Nova York: M.I. Sharpe, 2014).[17][18]

Altres
- (ed.) Russian Nationalism and the National Reassertion of Russia (London: Routledge, 2009).[19]
- (ed.) Mapping Central Àsia: Indian Perceptions and Strategies (Farnham, UK: Asghate, 2011), amb Sebastien Peyrouse.[20][21]
- (dir.) Dynamiques migratoires et changements sociaux en Asie centrale (Paris, Petra Éditions, 2010).[22]
- (ed.) Xina and Índia in Central Àsia. A new “Great Game”? (Nova York: Palgrave Macmillan, 2010), amb Jean-François Huchet, Sébastien Peyrouse i Bayram Balci.[23]
- (ed.) Eurasianism and the European Far Right: Reshaping the Europe-Russia Relationship (Lexington Books, 2015).
- (ed.) Between Europe and Àsia: The Origins, Theories, and Legacies of Russian Eurasianism (University of Pittsburgh Press, 2015).